# Martín Blanco Costa
Martín Esteban Blanco Costa (ur. 16 grudnia 1985 w Buenos Aires) – argentyński siatkarz, grający na pozycji środkowego, reprezentant Argentyny.
Na początku sezonu 2021/2022 został tymczasowo trenerem Chebyra Pazardżik, gdyż pierwszy trener Camillo Placi ma problemy zdrowotne. 

## Przebieg kariery
| Zawodnik  | Zawodnik                | Zawodnik                | Zawodnik | Zawodnik | Zawodnik | Zawodnik | Zawodnik | Zawodnik | Zawodnik | Zawodnik |
| Lata      | Kluby                   | Kluby                   |          |          |          |          |          |          |          |          |
| --------- | ----------------------- | ----------------------- | -------- | -------- | -------- | -------- | -------- | -------- | -------- | -------- |
| 2004–2006 | Club de Amigos          | Club de Amigos          |          |          |          |          |          |          |          |          |
| 2006–2007 | Bolívar Vóley           | Bolívar Vóley           |          |          |          |          |          |          |          |          |
| 2007–2008 | Misiones Vóley          | Misiones Vóley          |          |          |          |          |          |          |          |          |
| 2008–2010 | La Unión de Formosa     | La Unión de Formosa     |          |          |          |          |          |          |          |          |
| 2010–2011 | Pamapol Wielton Wieluń  | Pamapol Wielton Wieluń  |          |          |          |          |          |          |          |          |
| 2011–2012 | Club Atlético Sarmiento | Club Atlético Sarmiento |          |          |          |          |          |          |          |          |
| 2012–2013 | Puerto San Martin Vóley | Puerto San Martin Vóley |          |          |          |          |          |          |          |          |
| 2013–2014 | Lomas Vóley             | Lomas Vóley             |          |          |          |          |          |          |          |          |
| 2014–2015 | Zamalek SC              | Zamalek SC              |          |          |          |          |          |          |          |          |
| Trener    |                         |                         |          |          |          |          |          |          |          |          |
| Lata      | Kluby                   | Funkcja                 |          |          |          |          |          |          |          |          |
| 2016–2021 | Fakieł Nowy Urengoj     | asystent trenera        |          |          |          |          |          |          |          |          |
| 2021      | Chebyr Pazardżik        | I trener (tymczasowo)   |          |          |          |          |          |          |          |          |
| 2021–     | Chebyr Pazardżik        | asystent trenera        |          |          |          |          |          |          |          |          |

## Jako zawodnik

### Sukcesy

#### klubowe
Puchar ACLAV:
- 2006

Mistrzostwo Argentyny:
- 2006, 2007
- 2009, 2014
- 2010

Mistrzostwo Egiptu:
- 2015

#### reprezentacyjne
Mistrzostwa Ameryki Południowej:
- 2009, 2011

## Jako trener

### Sukcesy

#### klubowe
Superpuchar Bułgarii:
- 2021